# Renault Vesta II

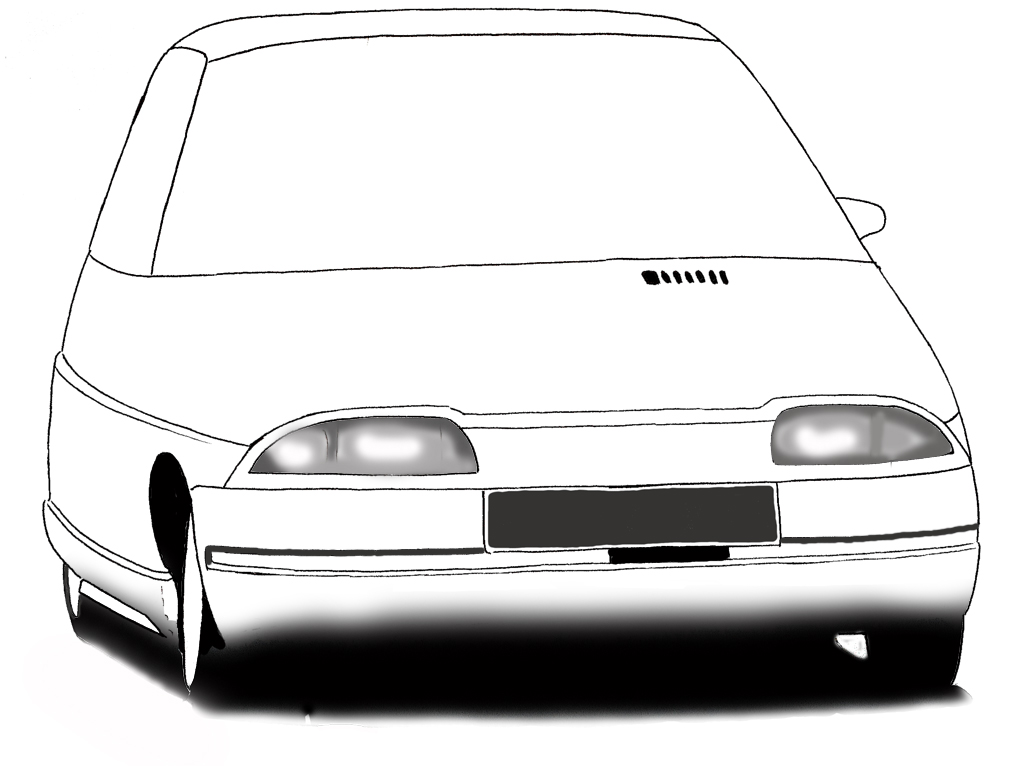
Renault Vesta II – Frontpartie

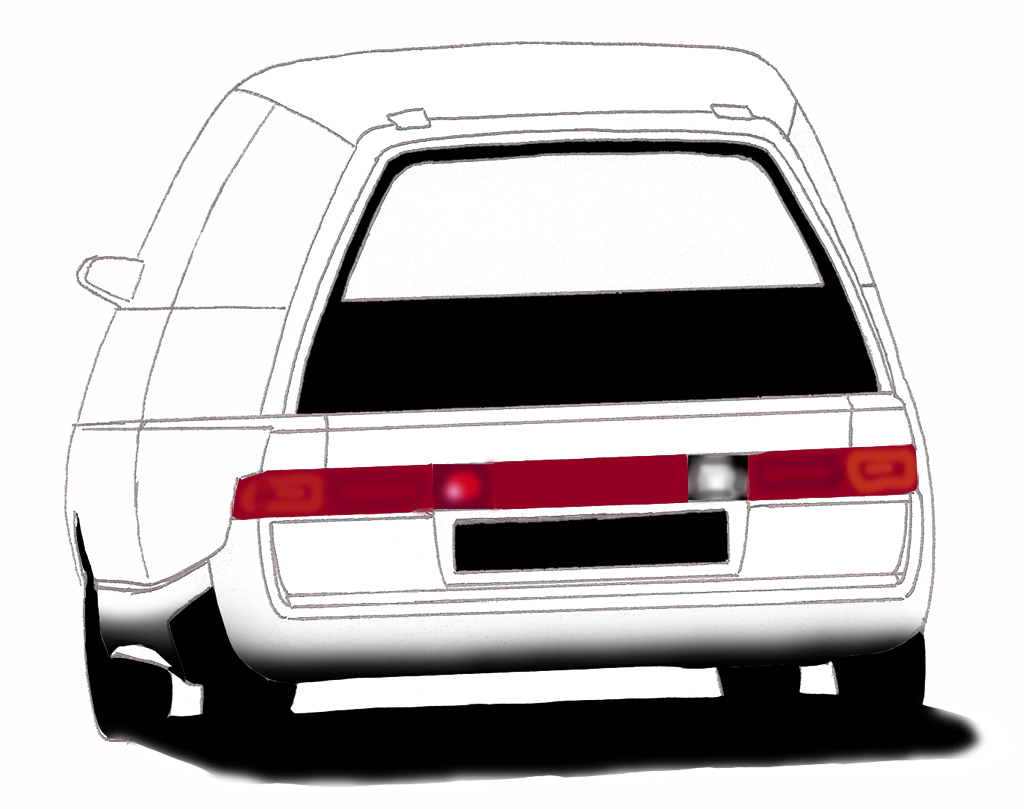
Renault Vesta II – Heckansicht

Der Renault Vesta II war die zweite und zugleich einzige Generation eines ab 1979 entwickelten Konzeptfahrzeug-Modells des französischen Automobilherstellers Renault. Ziel war die Entwicklung eines Fahrzeugs, das weniger als 3 Liter Benzin auf 100 Kilometern verbraucht. Der Name ist ein Akronym aus Véhicule Econome de Systèmes et Technologies Avancées und gleichzeitig eine Anspielung auf die Göttin Vesta.

## Geschichte
Renaults erstes energiesparendes Forschungsfahrzeug war EVE, eine Abkürzung für „Elemente für ein sparsames Auto“ («Éléments pour une Voiture Économe»). Es handelte sich um einen Renault 18 mit verbesserter Aerodynamik und einem Computer, der den Vergaser optimierte.
Im Jahr 1979 vergab das französische Industrieministerium einen Forschungsauftrag zur Entwicklung eines Autos bis 1988, das weniger als 3 Liter Kraftstoff auf 100 Kilometer verbraucht.
Bis im Jahr 1987 war das dreitürige und vierplätzige Auto bereit und 6 Fahrzeuge, PV4 bis PV9, wurden breit erprobt. Die Karosserie erreichte mit ihrer abgestumpften Tropfenform einen cw-Wert von 0,186 mit der größten Ausdehnung im Bereich der ersten Sitzreihe. Es gab nur einen linken Rückspiegel  und nur das Fahrerfenster hatte einen Bereich, der sich öffnen ließ. Ansonsten waren die Glasflächen auf die Struktur geklebt und trugen zur Gesamtsteifigkeit bei. Für die Karosserie wurden Verbundwerkstoffe aber auch wie im Beispiel der Türen Metallrahmen mit dünnen Metallblechen verwendet. Bei gleicher Steifigkeit und den 1987 geltenden Crashtest-Standards entsprechend wog das Fahrzeug einen Viertel weniger als vergleichbare Fahrzeuge. Leer wog das Fahrzeug 475 Kilogramm.
Die Federung der Einzelräder erfolgte pneumatisch und erlaubte eine Absenkung des Fahrzeugs bei höheren Geschwindigkeiten.
Der Dreizylindermotor hatte 716 cm³ Hubraum und erzeugte 27 PS (20 kW), was ausreichte um ähnliche Fahrleistungen zu erreichen wie ein R5. Die Verdichtung betrug 10,5:1 und die Höchstgeschwindigkeit 140 km/h.
Auf einer Fahrt über 500 Kilometer von Bordeaux nach Paris mit rund 100 km/h verbrauchte ein Fahrzeug, gefahren von einem Auto-Journalisten und mit einer Beifahrerin, 9,4 Liter Benzin, das entspricht 1,94 l/100 km.
Im Stadtverkehr verbrauchte der Vesta II 3,5 bis 3,66 Liter, bei 90 km/h 2,05 Liter, bei 120 km/h 2,73 Liter.